# Wren (Ohio)
Wren es una villa ubicada en el condado de Van Wert en el estado estadounidense de Ohio. En el Censo de 2010 tenía una población de 194 habitantes y una densidad poblacional de 241,63 personas por km².

## Geografía
Wren se encuentra ubicada en las coordenadas 40°48′2″N 84°46′26″O / 40.80056, -84.77389. Según la Oficina del Censo de los Estados Unidos, Wren tiene una superficie total de 0.8 km², de la cual 0.8 km² corresponden a tierra firme y (0%) 0 km² es agua.

## Demografía
Según el censo de 2010, había 194 personas residiendo en Wren. La densidad de población era de 241,63 hab./km². De los 194 habitantes, Wren estaba compuesto por el 95.36% blancos, el 1.03% eran afroamericanos, el 0% eran amerindios, el 0% eran asiáticos, el 0% eran isleños del Pacífico, el 0% eran de otras razas y el 3.61% pertenecían a dos o más razas. Del total de la población el 2.06% eran hispanos o latinos de cualquier raza.